# Eduardo Núñez
Eduardo Michelle Núñez Méndez (nacido el 15 de junio de 1987 en Santo Domingo) es un infielder dominicano que juega en la Liga de Béisbol Profesional China para los Guardianes de Fubon. Anteriormente jugó en las  Grandes Ligas para los New York Yankees, Minnesota Twins, San Francisco Giants, Boston Red Sox y los New York Mets. Fue firmado por los Yankees en el 2010.
Los Yankees veían a Núñez como un posible reemplazo de Derek Jeter en el campocorto.
Después de la temporada 2009, Núñez fue agregado al roster de 40 jugadores para protegerlo de la Regla 5. En 2010, fue seleccionado para el equipo All-Star de la International League, el equipo All-Star de postemporada y el equipo Topps AllStar de Triple-A.
Núñez fue llamado a las Grandes Ligas por primera vez el 19 de agosto de 2010 después de que Lance Berkman fuera colocado en la lista de lesionados de 15 días. Núñez debutó en el mismo día, en sustitución de Derek Jeter en el séptimo inning y se hizo out bateando de foul en su única aparición en el plato. El 21 de agosto, Núñez registró su primer hit de Grandes Ligas, un sencillo productor de la ventaja al jardín derecho. Núñez conectó su primer jonrón contra los Medias Blancas de Chicago el 28 de agosto de 2010. Además se robó su primera base el mismo día. Núñez fue elegido mejor jugador del año de ligas menores de los Yankees en 2010. Núñez venció al mexicano Ramiro Peña por la posición utility infield para iniciar la temporada 2011.
El 6 de abril de 2021, Núñez firmó con los Guardianes de Fubon de la Liga de Béisbol Profesional China.